# Manggis
Manggis ist indonesischer Distrikt (Kecamatan) im Süden des balinesischen Regierungsbezirks Karangasem. Er grenzt im Westen an den Kecamatan Dawan (Kab. Klungkung), im Nordwesten an Sidemen, im Norden an Selat, im Nordosten an Bebandem und im Osten an den Kecamatan Karangasem. Im Süden bildet die Küstenlinie der Balisee eine natürliche Grenze. Der Distrikt gliedert sich in zwölf Dörfer ländlichen Typs (Desa).

## Verwaltungsgliederung
| Kode PUM 1    | Dorf            | Fläche (km²) Ende 2021 | Einwohner Census 2010 | Einwohner Census 2020 | Einwohner Ende 2021 | Dichte Einw. pro km² |
| ------------- | --------------- | ---------------------- | --------------------- | --------------------- | ------------------- | -------------------- |
| 51.07.03.2001 | Gegelang        | 13,52                  | 5.268                 | 8.375                 | 9.366               | 692,75               |
| 51.07.03.2002 | Antiga          | 7,43                   | 6.527                 | 7.414                 | 7.502               | 1.009,69             |
| 51.07.03.2003 | Ulakan          | 10,45                  | 4.636                 | 5.767                 | 6.084               | 582,20               |
| 51.07.03.2004 | Manggis         | 9,98                   | 5.030                 | 6.731                 | 7.120               | 713,43               |
| 51.07.03.2005 | Nyuh Tebel      | 2,80                   | 2.376                 | 2.586                 | 2.728               | 974,29               |
| 51.07.03.2006 | Tenganan        | 11,01                  | 4.138                 | 4.545                 | 4.518               | 410,35               |
| 51.07.03.2007 | Ngis            | 6,62                   | 2.000                 | 2.382                 | 2.406               | 363,44               |
| 51.07.03.2008 | Selumbung       | 7,02                   | 2.960                 | 3.535                 | 3.802               | 541,60               |
| 51.07.03.2009 | Padangbai       | 2,13                   | 3.091                 | 3.550                 | 3.635               | 1.706,57             |
| 51.07.03.2010 | Antiga Kelod000 | 4,95                   | 4.332                 | 5.374                 | 5.606               | 1.132,53             |
| 51.07.03.2011 | Pasedahan       | 0,90                   | 1.495                 | 1.712                 | 1.821               | 2.023,33             |
| 51.07.03.2012 | Sengkidu        | 2,14                   | 2.188                 | 2.637                 | 2.643               | 1.235,05             |
| 51.07.03      | Kec. Manggis    | 78,93                  | 44.041                | 54.608                | 57.231              | 725,09               |
Ergebnisse aus Zählung:
2010 und 2020, Fortschreibung (Datenstand: Ende 2021)

## Bevölkerung

### Bevölkerungsentwicklung der letzten drei Halbjahre
| Datum      | Fläche (km²) | Einwohner | männlich | weiblich | Dichte (Einw./km²) | Sex Ratio (m*100/w) |
| ---------- | ------------ | --------- | -------- | -------- | ------------------ | ------------------- |
| 31.12.2020 | 78,93        | 57.444    | 29.010   | 28.434   | 727,8              | 102,0               |
| 30.06.2021 | 78,93        | 57.180    | 28.919   | 28.261   | 724,4              | 102,3               |
| 31.12.2021 | 79,00        | 57.231    | 28.771   | 28.460   | 724,4              | 101,1               |
Fortschreibungsergebnisse